# Championnat d'Allemagne de football 1949-1950
Navigation
Meisterschaft
(Oberligen)
1948-1949 Meisterschaft
(Oberligen)
1950-1951
La saison 1949-1950 du Championnat d'Allemagne de football était la 40e édition de la première division allemande. Les 16 clubs provenaient des différentes ligues supérieures (en Allemand: Oberliga) créées au début de la saison précédente.
Le contexte des "championnats zones d'occupation" n'existe plus depuis deux ans. Les troupes alliées étaient toujours bien présentes, mais dans la partie occidentale de l'Allemagne, il devenait de plus en plus clair qu'il s'agissait dorénavant de troupes "amies". Durant la saison précédente, le 8 mai 1949, la Bundesrepublik Deutschland (BRD) ou en français : la République fédérale d'Allemagne (RFA), fut créée, sous l'impulsion des nations occidentales. Un pays où allait pouvoir régner la démocratie, l'État de droit et la liberté d'expression et de mouvement. À l'Est, la réponse de l'URSS ne fit pas attendre très longtemps. Peu après le début de cette saison 1949-1950, en octobre, fut fondée la Deutsche Demokratik Republik (DDR), en français la République démocratique allemande.
À partir de 1947, 4 Oberligen (Nord, West, Süd et Südwest) s'étaient constituées auxquelles s'ajouta la Stadtliga Berlin. Celle-ci fut, par facilité, familièrement dénommée "Oberliga Berlin". Cette ligue concernait encore les clubs de toute la zone de Berlin (Est et Ouest). Malgré la faiblesse générale de ses clubs par rapport à la moyenne générale, la "Ligue berlinoise" resta maintenue jusqu'en 1963 pour d'évidentes raisons politiques, mais aussi "sentimentales".
Les modalités de qualification et le nombre de qualifiés total et/ou par "Oberliga" évoluèrent au fil des saisons. Pour cette édition 1949-1950, la DFB nouvellement remise sur pied à l'Ouest le 1er juillet 1949 (peu de temps après la constitution de la République fédérale) prit en charge l'organisation du championnat, ce qui ne fut pas sans conséquences, en ouvrant 16 places qualificatives afin que la phase finale débute par des huitièmes de finale. Les Oberligen Nord et Südwest disposèrent de trois qualifiés directs. Les Oberligen Süd et Oberliga West eurent droit à 4 qualifiés. La Stadtliga Berlin disposait de 2 qualifiés. La politique s'en mêla. Le vice-champion berlinois, l'Union Oberschöneweide se vit interdire le droit de participer à ce qui était devenu la phase de finale du championnat d'Allemagne de l'Ouest (voir ci-dessous).
La compétition se déroula finalement comme prévu. Avec une nouvelle domination des équipes du "Sud". Trois des quatre demi-finalistes étaient des clubs de l'Oberliga Süd. Le Verein für Bewegungsspiel Stuttgart succéda au VfR Mannheim, en disposant des Kickers Offenbach en finale.

## Oberliga Nord
L'Oberliga Nord 1949-1950 (en français : Ligue supérieure de football d'Allemagne du Nord) fut une ligue de football. Elle fut la 2e édition de cette ligue en tant que partie intégrante de la nouvelle formule du Championnat d'Allemagne de football.
Cette zone couvrait le Nord du pays et regroupait les Länder de Basse-Saxe, du Schleswig-Holstein et le territoire des "Villes libres" de Brême et de Hambourg. De 1946 à la fin de l'été 1948, les équipes de cette zone avaient pris part, en commun avec cette de la zone "Ouest", aux compétitions appelées Meisterschaft der Britische Besatzungzone 1946-1947 et  Meisterschaft der Britische Besatzungzone 1947-1948.

### Compétitions
Le Hamburger SV conserva son titre de "Nordeutscher Meister" (Jusqu'en 1963, le club de la ville hanséatique allait en fait remporter tous les titres de cette ligue sauf un !) Le FC St. Pauli et le VfL Osnabrück décrochèrent les deux autres places qualificatives pour la phase finale nationale.
Un des deux promus, le Harburger TB fut relégué en compagnie du VfB Lübeck.

#### Légende
| Légende         |                                                                 |
| C               | Norddeutscher Meister & qualifié pour la phase finale nationale |
| Q               | qualifié pour la phase finale nationale                         |
| (T)             | Tenant du titre de l'Oberliga Nord 1948-1949                    |
| R               | Relégué en vue de la saison suivante                            |
| en augmentation | club promu depuis la fin de la saison précédente                |

#### Classement
|   |    |                              | M  | G  | N | P  | +   | -   | Avg  | Pts |
| - | -- | ---------------------------- | -- | -- | - | -- | --- | --- | ---- | --- |
| C | 1  | Hamburger SV (T)             | 30 | 21 | 6 | 3  | 101 | 39  | 2,59 | 48  |
| Q | 2  | FC St. Pauli                 | 30 | 17 | 5 | 8  | 62  | 42  | 1,48 | 39  |
| Q | 3  | VfL Osnabrück                | 30 | 17 | 4 | 9  | 70  | 53  | 1,32 | 38  |
|   | 4  | SV Werder Bremen             | 30 | 16 | 4 | 10 | 78  | 44  | 1,77 | 36  |
|   | 5  | Braunschweiger TSV Eintracht | 30 | 14 | 8 | 8  | 54  | 48  | 1,13 | 36  |
|   | 6  | SC Concordia Hamburg         | 30 | 15 | 6 | 9  | 72  | 65  | 1,11 | 36  |
|   | 7  | Hannover SV 96               | 30 | 13 | 5 | 12 | 58  | 61  | 0,95 | 31  |
|   | 8  | Eimsbütteler TV              | 30 | 13 | 4 | 13 | 58  | 50  | 1,16 | 30  |
|   | 9  | VfB Oldenburg                | 30 | 13 | 4 | 13 | 56  | 62  | 0,90 | 30  |
|   | 10 | TuS Bremerhaven 93           | 30 | 13 | 4 | 13 | 57  | 65  | 0,88 | 30  |
|   | 11 | Kieler SV Holstein           | 30 | 12 | 4 | 14 | 51  | 49  | 1,04 | 28  |
|   | 12 | SV Arminia Hannover          | 30 | 11 | 5 | 14 | 38  | 44  | 0,86 | 27  |
|   | 13 | 1. SC Göttingen              | 30 | 8  | 6 | 16 | 45  | 66  | 0,68 | 22  |
|   | 14 | Bremer SV                    | 30 | 9  | 3 | 18 | 50  | 71  | 0,70 | 21  |
| R | 15 | VfB Lübeck                   | 30 | 8  | 4 | 18 | 40  | 65  | 0,62 | 20  |
| R | 16 | Harburger TB                 | 30 | 3  | 2 | 25 | 37  | 103 | 0,36 | 8   |

### Montées depuis l'échelon inférieur
En fin de saison, les deux derniers classés furent relégués. Trois clubs furent promus : SV Eintracht 08 Osnabrück, Altonaer FC 1893 et Itzehoer SV 09.

## Stadtliga Berlin
L’Oberliga Berlin 1949-1950 — nom officiel : Stadtliga Berlin 1949-1950, en français : « Ligue berlinoise de football 1949-1950 » — fut une ligue de football organisée dans la capitale allemande.
Ce fut la 3e édition de cette ligue en tant que partie intégrante du Championnat d'Allemagne de football (deux éditions avaient eu lieu à titre « individuel » en 1945-1946 et en 1946-1947).

### Nom officiel
Précisons que l'appellation officielle de la ligue fut Stadtliga Berlin. Mais afin de faciliter la compréhension et le suivi de saison en saison, nous employons expressément le terme « Oberliga Berlin », puisque dans la structure mise en place par la DFB, cette ligue allait avoir dans les saisons suivantes, la même valeur que les quatre autres Oberligen (Nord, Ouest, Sud et Sud-Ouest).

### La rupture
Cette saison fut celle de la rupture définitive et la dernière saison où la ligue fut ouverte aux équipes des deux secteurs Est et Ouest.
Vers la fin de la saison précédente, le 8 mai 1949, la création de la République fédérale d'Allemagne (en allemand : Bundesrepublik Deutschland ou BRD) avait comme redouté provoqué la colère de l'URSS. En octobre 1949, soit quelques semaines après le début de la nouvelle saison, les Soviétiques firent créer la République démocratique allemande (en allemand : Deutsches Democratische Republik ou DDR).
En fin de compétition, les deux clubs de la zone Est (Union Oberschöneweide et VfB Pankow) durent quitter l'Oberliga Berlin. Ces deux équipes furent reversées dans la compétition de la RDA, la DDR-Oberliga.
À partir de la saison suivante, seules les clubs de Berlin-Ouest participèrent à l'Oberliga Berlin.

### Zones d'occupation à Berlin
Cette saisons fut donc la dernière pour laquelle on parla encore des « secteurs d'occupation » qui avaient été délimités en 1945 (par rapport aux 20 districts administratifs établis lors de la création du Grand Berlin en 1920) restaient d'application.
Les 23 districts nommés ci-après sont ceux qui existaient à la veille de la réunification de la ville en 1990. Ceux créés après 1945 sont marqués d'un astérisque et étaient tous dans la zone soviétique.
- Secteur américain : les districts de Kreuzberg, Neukölln, Tempelhof, Schöneberg, Steglitz et Zehlendorf.
- Secteur britannique : les districts de Tiergarten, Charlottenburg, Wilmersdorf et Spandau.
- Secteur français : les districts de Reinickendorf et Wedding
- Secteur soviétique : les districts de Friedrichshain, Hellersdorf*, Hohenschönhausen*, Köpenick, Lichtenberg, Marzahn*, Mitte, Pankow, Prenzlauer Berg, Treptow et Weissensee.

### Équipes participantes
| Ordre | Secteurs | Clubs                       | Ancienne "SG"            |
| ----- | -------- | --------------------------- | ------------------------ |
| 1     | West     | Berliner FC Alemannia 90    | SG Prenzlauer Berg-West  |
| 2     | West     | Berliner SV 92              | SG Wilmersdorf           |
| 3     | West     | Hertha BSC Berlin           | SG Gesundbrunnen         |
| 4     | West     | Berliner FC Viktoria 89     | SG Tempelhof             |
| 5     | West     | SC Tasmania 1900 Berlin     | SG Neukölln              |
| 6     | West     | Tennis Borussia Berlin      | SG Charlottenburg        |
| 7     | West     | Berliner FC Südring         | SC Südring               |
| 8     | West     | VfB Britz 1919              | SG Britz                 |
| 9     | West     | VfL Nord Berlin             | SG Nordbahn              |
| 10    | Ost      | SC Union 06 Oberschöneweide | SG Union Oberschöneweide |
| 11    | West     | VfB Pankow                  | SG Pankow Nord           |
| 12    | West     | SC Wacker 04 Berlin         | SG Reinickendorf-West    |

### Compétition
Le Tennis Borussia Berlin fut sacré Champion berlinois (Berliner Meister) et se qualifia pour la phase finale nationale. Le vice-champion berlinois était également qualifié, mais le SC Union 06 Oberschöneweide se vit donc interdire l'accès par les autorités est-allemandes.
En fin de compétition, seul le dernier classé fut relégué vers une ligue inférieure nommée "1. Ligaklasse". Les deux équipes situées en secteur Est, Union Oberschöneweide et le VfB Pankow ne purent donc plus participer à l'Oberliga Berlin 1950-1951.

#### Légende
| C               | Berliner Meister & qualifié pour la phase finale nationale                                        |
| (T)             | Tenant du titre Berliner Meister 1948-1949                                                        |
| B               | clubs disputant un barrage pour la 2e place                                                       |
| Q               | qualifié pour la phase finale nationale                                                           |
| R               | Relégué en vue de la saison suivante                                                              |
| en augmentation | club promu de 1. Ligaklasse depuis la fin de la saison précédente                                 |
| P               | clubs quittant l'Oberliga Berlin pour des raisons politiques (reversés en DDR-Oberliga 1950-1951) |

#### Classement
|     |    | Secteurs |                             | M  | G  | N | P  | +  | -  | DB  | Pts |
| --- | -- | -------- | --------------------------- | -- | -- | - | -- | -- | -- | --- | --- |
| C   | 1  | West     | Tennis Borussia Berlin      | 22 | 17 | 1 | 4  | 60 | 26 | 34  | 35  |
| B/P | 2  | Ost      | SC Union 06 Oberschöneweide | 22 | 15 | 2 | 5  | 69 | 31 | 38  | 32  |
| B   | 3  | West     | Berliner SV 92 (T)          | 22 | 14 | 4 | 4  | 68 | 33 | 35  | 32  |
|     | 4  | West     | Berliner FC Alemannia 90    | 22 | 13 | 4 | 5  | 59 | 36 | 17  | 30  |
|     | 5  | West     | SC Wacker 04 Berlin         | 22 | 9  | 4 | 9  | 46 | 32 | 14  | 22  |
|     | 6  | West     | SC Südring                  | 22 | 8  | 5 | 9  | 37 | 42 | -5  | 21  |
|     | 7  | West     | SC Tasmania 1900 Berlin     | 22 | 7  | 6 | 9  | 34 | 45 | -11 | 20  |
| P   | 8  | Ost      | VfB Pankow                  | 22 | 8  | 2 | 12 | 32 | 51 | -19 | 18  |
|     | 9  | West     | Berliner FC Viktoria 89     | 22 | 5  | 7 | 10 | 42 | 55 | -13 | 17  |
|     | 10 | Ost      | Hertha BSC Berlin           | 22 | 5  | 6 | 11 | 32 | 44 | -12 | 16  |
|     | 11 | West     | VfB Britz 1916              | 22 | 4  | 6 | 12 | 30 | 58 | -28 | 14  |
| R   | 12 | West     | VfL Nord Berlin             | 22 | 2  | 3 | 17 | 26 | 82 | -56 | 7   |

| Date       | Match                                        | Résultat |                                         |
| ---------- | -------------------------------------------- | -------- | --------------------------------------- |
| 14/05/1950 | Berliner SV 92 – SC Union 06 Oberschöneweide | 3-4      |                                         |
| 17/05/1950 | SC Union 06 Oberschöneweide – Berliner SV 92 | 4-1      |                                         |
| Q          | SC Union 06 Oberschöneweide                  |          | qualifié pour la phase finale nationale |
| P          | SC Union 06 Oberschöneweide                  |          |                                         |

### Passages à l'Ouest
Le SC Union Oberschöneweide, vice-champion berlinois, se vit donc interdire de prendre part à la phase finale nationale. Les responsables de ce club et surtout les joueurs ne l'entendirent pas de cette oreille. En grand nombre, ils passèrent en secteur Ouest. L'équipe participa au premier tour de la phase finale sous le nom de "SC Union 06". À Kiel, dans un contexte évidemment difficile, elle fut sévèrement battue (7-0) par le Hamburger SV. Peu après, fut créé le SC Union 06 Berlin. Pendant ce temps-là, dans le secteur Est, les dirigeants communistes est-allemands, inclurent ce qu'il restait de l'Union Oberschöneweide dans la plus haute division de RDA: la DDR-Oberliga. Au fil des saisons, ce club évolua tant bien que mal. Après décision politique, il devint la BSG Motor Oberschöneweide puis dans les années 1960 donna naissance à l'actuel 1. FC Union Berlin. Après la réunification allemande, une fusion entre le SC Union 06 et le 1. FC Union fut évoquée mais elle ne se fit pas.
Le VfB Pankow connut un destin presque similaire. Une grande partie des joueurs "s'exila" à Berlin-Ouest où fut reconstitué un nouveau VfB Pankow. Du côté Est, le club fut aussi versé en DDR-Oberliga et devint la BSG Einheit Pankow. Après la réunification allemande, les deux cercles fusionnèrent pour former l'actuel VfB Einheit zu Pankow.

### Montants depuis l'échelon inférieur
Sous l'Oberliga Berlin se trouvaient la "1. Ligaklasse" réparties en 3 séries. Les trois champions et le vainqueur d'un tour de barrage montèrent en Oberliga en vue de la saison suivante.
Le club SC Union 06 Berlin (fondés par les exilés de l'ex-Union Oberschöneweide) fut aussi autorisé à participer. On peut donc considérer que cinq nouvelles équipes apparurent la saison suivante:
- SV Blau-Weiss Berlin
- SC Minerva 93 Berlin
- SC Union 06 Berlin (créé par les joueurs exilés de l'Union Oberschöneweide)
- Spandauer SV
- SC Westend 01

## Oberliga West
L'Oberliga West 1949-1950 (en français : Ligue supérieure de football d'Allemagne occidentale) fut une ligue de football. Elle fut la 2e édition de cette ligue en tant que partie intégrante de la nouvelle formule du Championnat d'Allemagne de football.
Cette zone couvrait la région Ouest du pays: le Land de Rhénanie du Nord-Wesphalie.
De 1946 à la fin de l'été 1948, les équipes de cette Oberliga avaient pris part, en commun avec les clubs de la région "Nord", aux compétitions appelées Meisterschaft der Britische Besatzungzone 1946-1947 et  Meisterschaft der Britische Besatzungzone 1947-1948.

### Compétitions
Le Borussia Dortmund conserva son titre de "Westdeutscher Meister". Cette fois l'Oberliga West eut droit à quatre qualifié pour la phase finale nationale. Le SC Preussen Dellbrück, le Rot-Weiss Essen et le STV Horst-Emscher obtinrent les trois autres place au tour final national.
Quatre clubs furent relégués en fin de saisons et cédèrent leur place aux champions et vice-champions des deux groupes de la 2. Oberliga West récemment créée.

#### Légende
| Légende         |                                                                         |
| C               | Westdeutscher Meister & qualifié pour la phase finale nationale         |
| Q               | qualifié pour la phase finale nationale                                 |
| (T)             | Tenant du titre Oberliga West 1948-1949                                 |
| R               | Relégué en 2. Oberliga West 1950-1951 en vue de la saison suivante      |
| en augmentation | club promu des séries inférieures depuis la fin de la saison précédente |

#### Classement
|   |    |                         | M  | G  | N  | P  | +  | -  | Avg  | Pts |
| - | -- | ----------------------- | -- | -- | -- | -- | -- | -- | ---- | --- |
| C | 1  | Borussia Dortmund (T)   | 30 | 20 | 3  | 7  | 76 | 36 | 2,11 | 43  |
| Q | 2  | SC Preussen Dellbrück   | 30 | 17 | 5  | 8  | 55 | 41 | 1,34 | 39  |
| Q | 3  | Rot-Weiss Essen         | 30 | 17 | 4  | 9  | 78 | 47 | 1,66 | 38  |
| Q | 4  | STV Horst-Emscher       | 30 | 14 | 9  | 7  | 62 | 35 | 1,77 | 37  |
|   | 5  | 1. FC Köln              | 30 | 16 | 5  | 9  | 61 | 39 | 1,56 | 37  |
|   | 6  | FC Schalke 04           | 30 | 17 | 3  | 10 | 65 | 55 | 1,18 | 37  |
|   | 7  | SpVgg Erkenschwick      | 30 | 13 | 8  | 9  | 49 | 42 | 1,17 | 34  |
|   | 8  | SC Preussen Münster     | 30 | 11 | 6  | 13 | 53 | 42 | 1,26 | 28  |
|   | 9  | SV Hamborn 07           | 30 | 9  | 10 | 11 | 50 | 55 | 0,91 | 28  |
|   | 10 | Duisburger SpV          | 30 | 10 | 7  | 13 | 51 | 65 | 0,78 | 27  |
|   | 11 | Rot-Weiss Oberhausen    | 30 | 10 | 7  | 13 | 46 | 60 | 0,77 | 27  |
|   | 12 | Aachener TSV Alemannia  | 30 | 9  | 9  | 12 | 37 | 56 | 0,66 | 27  |
| R | 13 | SV Rhenania 05 Würselen | 30 | 10 | 6  | 14 | 45 | 52 | 0,87 | 26  |
| R | 14 | TSG Vohwinkel           | 30 | 7  | 7  | 16 | 52 | 68 | 0,62 | 21  |
| R | 15 | DSC Arminia Bielefeld   | 30 | 5  | 7  | 18 | 32 | 72 | 0,44 | 17  |
| R | 16 | Duisburg FV 08          | 30 | 6  | 2  | 22 | 29 | 66 | 0,44 | 14  |

### Montée/Descente depuis l'étage inférieur
Lors de cette saison 1949-1950, la Westdeutscher Fußball-und Leichtathletikverband (WFLV), créa la 2. Oberliga West.
Cette se trouvait directement inférieure à l'Oberliga West et directement supérieure aux séries de Amateurliga. Compte tenu de l'organisation de l'époque, cette 2. Liga West correspondit hiérarchiquement à une "Division 2" actuelle.
En cette fin de saison 1949-1950, les quatre classés de l'Oberliga West furent relégués et remplacés par quatre clubs promus depuis la 2. Oberliga West:
- Rheydter SpV (Champion Groupe 1)
- Fortuna Düsseldorf (Vice-champion Groupe 1)
- Sportfreunde Katernberg (Champion Groupe 2)
- Borussia München-Gladbach [2] (Vice-champion Groupe 2)

## Oberliga Südwest
L'Oberliga Südwest 1949-1950 (en français : Ligue supérieure de football d'Allemagne du Sud-Ouest) est une ligue de football. Elle constitue la 3e édition en tant que partie intégrante de la nouvelle formule du Championnat d'Allemagne de football.
Cette zone couvre le Sud-Ouest du pays et englobe le Land de Rhénanie-Palatinat.
Pour la dernière fois, certaines équipes situées au Sud de l'actuel Land de Bade-Wurtemberg (le Württemberg-Hohenzollern) sont englobées dans cette compétition. À partir de la saison suivante, ces clubs sont reversés au sein de la Süddeutscher Fußball-Verband (SFV), et sont donc concernées par une éventuelle accession en Oberliga Süd.

### Compétitions
Le 1. FC Kaiserslautern conserve son titre de Champion d'Allemagne du Sud-Ouest (Südwestdeutscher Meister). Il remporte le Groupe Nord avant de disposer du SSV Reutlingen en finale. Tout se joue durant la prolongation (6-1), Reutlingen, qui avait bien résisté (1-1) à l'ogre de cette Oberliga, s'écroule d'une pièce.
Une suite de matches de barrage concernant le vice-champions et les troisièmes classés permet de désigner les 2e et 3e de l'Oberliga. Le SSV Reutlingen et le TuS Neuendorf obtiennent les deux autres places en phase finale nationale.

#### Légende
| Légende         |                                                           |
| C               | Südwest Meister & qualifié pour la phase finale nationale |
| Q               | qualifié pour la phase finale nationale                   |
| (T)             | Tenant du titre Oberliga Südwest 1948-1949                |
| TF              | qualifié pour le tour final de zone                       |
| R               | Relégué en vue de la saison suivante                      |
| S               | Relégué et reversé dans la "zone Sud"                     |
| en augmentation | club promu depuis la fin de la saison précédente          |
| OS              | Reversé en Oberliga Süd                                   |

#### Groupe Nord
|    |    |                           | M  | G  | N | P  | +   | -   | Avg  | Pts |
| -- | -- | ------------------------- | -- | -- | - | -- | --- | --- | ---- | --- |
| TF | 1  | 1. FC Kaiserslautern (T)  | 30 | 25 | 4 | 1  | 157 | 24  | 6,54 | 54  |
| TF | 2  | VfR Wormatia Worms 08     | 30 | 23 | 5 | 2  | 104 | 21  | 4,95 | 51  |
| TF | 3  | TuS Neuendorf             | 30 | 22 | 2 | 6  | 96  | 36  | 2,67 | 46  |
|    | 4  | FK Pirmasens              | 30 | 21 | 3 | 6  | 68  | 54  | 1,89 | 45  |
|    | 5  | SV Phönix 03 Ludwigshafen | 30 | 14 | 7 | 9  | 68  | 59  | 1,15 | 35  |
|    | 6  | ASV Landau                | 30 | 12 | 7 | 11 | 48  | 62  | 0,77 | 29  |
|    | 7  | VfL Neustadt/Weinstraße   | 30 | 12 | 5 | 13 | 62  | 56  | 1,11 | 29  |
|    | 8  | SpVgg Andernach           | 30 | 13 | 3 | 14 | 68  | 62  | 1,10 | 29  |
|    | 9  | VfR Kaiserslautern        | 30 | 11 | 6 | 13 | 60  | 59  | 1,02 | 28  |
|    | 10 | FV Engers 07              | 30 | 12 | 3 | 15 | 62  | 84  | 0,74 | 27  |
|    | 11 | 1. FSV Mainz 05           | 30 | 10 | 6 | 14 | 48  | 74  | 0,65 | 26  |
|    | 12 | SV Eintracht Trier        | 30 | 7  | 8 | 15 | 45  | 72  | 0,63 | 22  |
| R  | 13 | SpVgg Weisenau            | 30 | 4  | 8 | 18 | 50  | 97  | 0,52 | 16  |
| R  | 14 | BSC Oppau                 | 30 | 4  | 7 | 19 | 32  | 63  | 0,39 | 15  |
| R  | 15 | FSV Kürenz                | 30 | 4  | 5 | 21 | 43  | 108 | 0,40 | 13  |
| R  | 16 | VfR Kirn                  | 30 | 5  | 3 | 22 | 42  | 120 | 0,35 | 13  |

#### Groupe Sud
|    |    |                    | M  | G  | N | P  | +  | -   | Avg  | Pts |
| -- | -- | ------------------ | -- | -- | - | -- | -- | --- | ---- | --- |
| TF | 1  | SSV Reutlingen     | 30 | 22 | 2 | 6  | 74 | 33  | 2,24 | 46  |
| TF | 2  | SV Tübingen        | 30 | 19 | 3 | 8  | 67 | 36  | 1,86 | 41  |
| OS | 4  | FC Singen 04       | 30 | 19 | 3 | 8  | 41 | 19  | 1,85 | 41  |
| TF | 3  | Freiburger FC      | 30 | 16 | 8 | 6  | 61 | 35  | 1,74 | 40  |
| S  | 5  | VfL Konstanz       | 30 | 15 | 6 | 9  | 66 | 38  | 1,74 | 36  |
| S  | 6  | FV Kuppenheim      | 30 | 15 | 6 | 9  | 66 | 62  | 1,06 | 36  |
| S  | 7  | FV Ebingen         | 30 | 14 | 6 | 10 | 46 | 39  | 1,18 | 34  |
| S  | 8  | FC Rastatt 04      | 30 | 13 | 7 | 10 | 59 | 48  | 1,23 | 33  |
| S  | 9  | FC 08 Villingen    | 30 | 13 | 3 | 14 | 60 | 57  | 1,05 | 29  |
| S  | 10 | Sportfreunde Lahr  | 30 | 11 | 5 | 14 | 47 | 55  | 0,85 | 27  |
| S  | 11 | Offenburger FV 07  | 30 | 9  | 9 | 12 | 37 | 54  | 0,69 | 27  |
| S  | 12 | SC Freiburg        | 30 | 9  | 6 | 15 | 52 | 63  | 0,83 | 24  |
| S  | 13 | VfL Schwenningen   | 30 | 8  | 5 | 17 | 53 | 67  | 0,79 | 21  |
| S  | 14 | SG Friedrichshafen | 30 | 8  | 5 | 17 | 35 | 64  | 0,55 | 21  |
| S  | 15 | SpVgg Trossingen   | 30 | 6  | 6 | 18 | 48 | 63  | 0,78 | 18  |
| S  | 16 | SV Hechingen       | 30 | 2  | 2 | 26 | 27 | 113 | 0,24 | 6   |

#### Finale Oberliga Südwest
| Date       | Match                                 | Résultat |                                                       |
| ---------- | ------------------------------------- | -------- | ----------------------------------------------------- |
| xx/xx/1950 | 1. FC Kaiserslautern - SSV Reutlingen | 6-1      | ap prol. (1-1)                                        |
| C          | 1. FC Kaiserslautern                  | Champion | Qualifié pour la phase finale du championnat national |

#### Barrage pour la2eplaceen phase finale

##### Premier tour "Barrage des vice-champions"
| Date       | Match                               | Résultat |                                     |
| ---------- | ----------------------------------- | -------- | ----------------------------------- |
| xx/xx/1950 | VfR Wormatia Worms 08 – SV Tübingen | 6-0      |                                     |
| TF         | VfR Wormatia Worms 08               |          | qualifié pour le 2e tour du barrage |

##### Premier tour "Barrage des troisièmes"
| Date       | Match                        | Résultat |                                     |
| ---------- | ---------------------------- | -------- | ----------------------------------- |
| xx/xx/1950 | TuS Neundorf – Freiburger FC | 4-1      |                                     |
| TF         | TuS Neundorf                 |          | qualifié pour le 2e tour du barrage |
| S          | Freiburger FC                |          | reversé dans la "zone Sud"          |

##### Deuxième tour
| Date       | Match                                | Résultat |                                                       |
| ---------- | ------------------------------------ | -------- | ----------------------------------------------------- |
| xx/xx/1950 | TuS Neundorf – VfR Wormatia Worms 08 | 4-3      | ap. prol. (3-3)                                       |
| TF         | TuS Neundorf                         |          | Qualifié pour la phase finale du championnat national |

##### Dernier repêchage
| Date       | Match                                  | Résultat |                                                       |
| ---------- | -------------------------------------- | -------- | ----------------------------------------------------- |
| xx/xx/1949 | SSV Reutlingen – VfR Wormatia Worms 08 | 1-0      |                                                       |
| Q          | SSV Reutlingen                         |          | qualifié pour la phase finale du championnat national |

### Montées depuis l'échelon inférieur
Les quatre derniers du Groupe Nord sont relégués. Deux clubs sont promus en vue de la saison suivante :

### Changement de "Zone"
Les équipes du Groupe Sud quittent la "zone d'influence" de l'Oberliga Südwest et sont reversées dans celle gérée par la Süddeutscher Fußball-Verband (SFV).
Le SSV Reutlingen et le FC Singen 04 sont placés en Oberliga Süd. Toutes les autres équipes vont dans des séries inférieures.

#### Répartition des clubs du Groupe Sud en vue de la saison 1950-1951
| Niveaux | Clubs                                                                                  | Ligue 1950-1951            |
| ------- | -------------------------------------------------------------------------------------- | -------------------------- |
| I       | SSV Reutlingen FC Singen 04                                                            | Oberliga Süd               |
| II      | SV Tübingen Freiburger FC VfL Konstanz                                                 | 2. Oberliga Süd            |
| III     | FV Kuppenheim FC Rastatt 04 FC 08 Villingen Lahrer FV 03 Offenburger FV 07 SC Freiburg | 1. Amateurliga Südbaden    |
| III     | FC Ebingen VfL Schwenningen SG Friedrichshafen SpVgg Trossingen                        | 1. Amateurliga Württemberg |
| V       | SV Hechingen                                                                           | 2. Amateurliga Württemberg |

## Oberliga Süd
L'Oberliga Süd 1949-1950 (en français : Ligue supérieure de football d'Allemagne du Sud 1949-1950) est la 3e édition de la compétition en tant que partie intégrante du Championnat d'Allemagne de football.
L'Oberliga Süd couvre le Sud du pays et regroupe les Länder du Bade-Wurtemberg, de Bavière et de Hesse. Les équipes de la partie du Sud de l'actuel Land de Bade-Wurtemberg (Südbaden et Württemberg-Hohenzollern) participent pour la dernière fois à l'Oberliga Südwest 1949-1950. En vue de la saison suivante, ces clubs rejoignent l'Oberliga Süd.

### Compétition
Lors de la saison, les quatre premiers classés sont qualifiés pour la phase finale nationale.
Le SpVgg Fürth créée la surprise. Relégué en 1948, le club revient au bout d'un an et remporte la titre. Il devance le VfB Stuttgart, et le champion et vice-champion de la saison précédente : Offenbach et le VfR Mannheim. Celui-ci, champion national douze mois plus tôt, n'arrache la dernière place qualificative du "Sud" que grâce à une meilleure goal-average par rapport au FSV Frankfurt !
L'autre promu, le SSV Jahn Regensburg, termine à l'autre bout du classement : avant-dernier. Il est relégué en compagnie des Stuttgarter Kickers.

#### Légende
| Légende         |                                                                    |
|                 | Champion d'Allemagne en titre (1949)                               |
| C               | Süddeutscher Meister & qualifié pour la phase finale nationale     |
| (T)             | Tenant du titre 1948-1949                                          |
| Q               | qualifié pour la phase finale nationale                            |
| R               | Relégué en 2. Oberliga Süd 1950-1951 en vue de la saison suivante  |
| B               | club devant disputer un match de barrage pour assurer son maintien |
| en augmentation | club promu depuis la fin de la saison précédente                   |

#### Classement
|   |    |                            | M  | G  | N  | P  | +  | -  | Avg  | Pts |
| - | -- | -------------------------- | -- | -- | -- | -- | -- | -- | ---- | --- |
| C | 1  | SpVgg Fürth                | 30 | 18 | 7  | 5  | 77 | 39 | 1,97 | 43  |
| Q | 2  | VfB Stuttgart              | 30 | 15 | 8  | 7  | 50 | 39 | 1,28 | 38  |
| Q | 3  | Offenbacher FC Kickers (T) | 30 | 15 | 7  | 8  | 62 | 48 | 1,29 | 37  |
| Q | 4  | VfR Mannheim               | 30 | 14 | 6  | 10 | 57 | 41 | 1,39 | 34  |
|   | 5  | FSV Frankfurt              | 30 | 13 | 8  | 9  | 45 | 38 | 1,18 | 34  |
|   | 6  | SV 07 Waldhof              | 30 | 11 | 11 | 8  | 51 | 33 | 0,96 | 33  |
|   | 7  | VfB Mühlburg               | 30 | 11 | 10 | 9  | 44 | 42 | 1,05 | 32  |
|   | 8  | 1. FC Nürnberg             | 30 | 12 | 7  | 11 | 52 | 40 | 1,30 | 31  |
|   | 9  | TSV 1860 München           | 30 | 14 | 3  | 13 | 46 | 42 | 1,10 | 31  |
|   | 10 | BC Augsburg                | 30 | 10 | 6  | 14 | 50 | 74 | 0,68 | 26  |
|   | 11 | TSV Schwaben Augsburg      | 30 | 10 | 6  | 14 | 39 | 60 | 0,65 | 26  |
|   | 12 | 1. FC Schweinfurt 05       | 30 | 8  | 9  | 13 | 38 | 38 | 1,00 | 25  |
|   | 13 | FC Bayern München          | 30 | 11 | 3  | 16 | 56 | 70 | 0,80 | 25  |
|   | 14 | SG Eintracht Frankfurt     | 30 | 8  | 8  | 14 | 45 | 52 | 0,87 | 24  |
| R | 15 | SSV Jahn Regensburg        | 30 | 8  | 6  | 16 | 49 | 66 | 0,74 | 22  |
| R | 16 | SV Stuttgarter Kickers     | 30 | 5  | 9  | 16 | 45 | 64 | 0,70 | 19  |

### Promotions et Relégations
Les deux derniers classés sont relégués en "2. Oberliga Süd", une ligue créée à partir de la saison suivante. Ils sont remplacés par deux clubs promus en vue de la saison suivante : SV Darmstadt 98 et VfL Neckarau.

## Phase finale nationale

### Les 16 clubs qualifiés
| Légende |                           |
|         | Champion d'Allemagne 1949 |

| Oberligen        | Qualifiés                                                                 | Remarques                                      | Tour d'entrée                              |
| ---------------- | ------------------------------------------------------------------------- | ---------------------------------------------- | ------------------------------------------ |
| Oberliga Nord    | Hamburger SV FC St. Pauli VfL Osnabruck                                   | Norddeutscher Meister 2e Nord 3e Nord          | Huitièmes de finale                        |
| Stadtliga Berlin | Tennis Borussia Berlin Union Oberschöneweide                              | Berliner Meister 2e Berlin                     | Huitièmes de finale Interdit de participer |
| Oberliga Süd     | SpVgg Furth VfB Stuttgart Offenbacher FC Kickers VfR Mannheim             | Süddeutscher Meister 2e Süd 3e Süd 4e Süd      | Huitièmes de finale                        |
| Oberliga Südwest | 1. FC Kaiserslautern SSV Reutlingen TuS Neuendorf                         | Südwestdeutscher Meister 2e Südwest 3e Südwest | Huitièmes de finale                        |
| Oberliga West    | Borussia Dortmund SC Preussen Dellbrück Rot-Weiss Essen STV Horst-Emscher | Westdeutscher Meister 2e West 3e West 4e West  | Huitièmes de finale                        |

### Le cas "Oberschöneweide"
Durant cette saison 1949-1950, la Stadtliga Berlin concernait encore les clubs de toute l'entité berlinoise, c'est-à-dire des deux secteurs Est et Ouest.
En fin de compétition, l'Union Oberschöneweide décrocha la place de vice-champion et donc le droit de participer à la phase finale nationale. Mais les dirigeants est-allemands, "téléguidées" par autorités soviétiques, interdirent au club de participer à ce qui était le Championnat d'Allemagne de l'Ouest.
Terriblement déçus, de nombreux dirigeants et pratiquement tous les joueurs d'Oberberschöneweide transgressèrent l'interdit et passèrent en secteur Ouest. Dans des conditions difficiles, le huitième de finale prévu se déroula avec une semaine de retard par rapport aux sept autres rencontres. À Kiel, malgré la nette victoire (7-0) du Hamburger SV, la sympathie du public fut clairement à l'avantage des "exilés" berlinois.
Quelques jours après cette rencontre, le 9 juin 1950, les "fugitifs" refondèrent un club qu'il nommèrent en rapport avec l'ancienne appellation du club d'avant 1945: SC Union 06 Berlin. (Dans les résultats, ci-dessous, le nom de "Union 06" est indiqué comme ayant participé au 1/8e de finale pour rappeler ce contexte si particulier)
Par la suite, le SC Union 06 Berlin évolua au sein de la DFB. Pendant ce temps-là, en secteur Est, ce qu'il restait de l'Union Oberschöneweide fut renommé SG Union Oberschöneweide (le terme "Union" fut considéré comme politiquement correct) et versé directement dans la plus haute division est-allemande : la DDR-Oberliga. L'expérience tourna court en raison de la faiblesse de l'équipe. Après une saison, elle céda la place au BSG Motor Oberschöneweide. Après avoir presté encore une saison en association avec le SVgg Grünau, l'ancienne Union Oberschöneweide disparut dans les tréfonds de la hiérarchie est-allemande.
Dans le courant des années 1960, au fil des nombreuses réformes appliquées en RDA, le club ressurgit sous le nom qu'il porte encore de nos jours: 1. FC Union Berlin.
Après la réunification allemande, en 1990, des pourparlers de fusion entre le SC Union 06 Berlin (qui a conservé les couleurs historiques "Bleu & Blanc") et le 1. FC Union Berlin (jouant en Rouge Blanc) n'aboutirent pas.
À noter que, de nos jours, dans d'autres disciplines (Bowling, Gymnastique), un club nommé SG Union Oberschöneweide 1910 poursuit aussi la tradition de l'ancienne "Union".
Les remous provoqués par l'Affaire Oberschöneweide achevèrent de consommer la rupture entre les deux bloc idéologiques (Est/Ouest).
L'Allemagne dorénavant partagée en deux États distincts perdit un des derniers traits d'union qui subsistaient encore. À partir de la saison suivante, la Stadtliga Berlin ne concerna plus que les clubs situés à Berlin-Ouest.

### Compétition

#### Premier tour
- Tous les matchs ont eu lieu le 21 mai 1950, sauf la rencontre entre Hambourg et le rapidement constitué SC Union 06 Berlin qui eut lieu le 28 mai 1950

| Équipe 1              | Résultat      | Équipe 2               |
| --------------------- | ------------- | ---------------------- |
| 1. FC Kaiserslautern  | 2-2           | Rot-Weiss Essen        |
| SpVgg Furth           | 3-2           | STV Horst-Emscher      |
| SC Preussen Dellbrück | 1-0 ap. prol. | SSV Reutlingen         |
| VfR Mannheim          | 3-1           | Borussia Dortmund      |
| VfB Stuttgart         | 2-1           | VfL Osnabruck          |
| Ofenbacher FC Kickers | 3-1           | Tennis Borussia Berlin |
| FC St. Pauli          | 4-0           | TuS Neuendorf          |
| Hambourg SV           | 7-0           | SC Union 06 Berlin     |

Match d'appui : le 28 mai 1950 :
| Équipe 1             | Résultat | Équipe 2        |
| -------------------- | -------- | --------------- |
| 1. FC Kaiserslautern | 3-2      | Rot-Weiss Essen |

#### Quarts de finale
- Tous les matchs ont eu lieu le 4 juin 1950.

| Équipe 1               | Résultat | Équipe 2             |
| ---------------------- | -------- | -------------------- |
| VfB Stuttgart          | 5-2      | 1. FC Kaiserslautern |
| Offenbacher FC Kickers | 3-2      | Hamburger SV         |
| SpVgg Furth            | 2-1      | FC St. Pauli         |
| SC Preussen Dellbrück  | 2-1      | VfR Mannheim         |

#### Demi-finales
- Tous les matchs ont eu lieu le 11 juin 1950.

| Équipe 1              | Résultat     | Équipe 2               |
| --------------------- | ------------ | ---------------------- |
| SC Preussen Dellbrück | 0-0 ap prol. | Offenbacher FC Kickers |
| VfB Stuttgart         | 4-1          | SpVgg Furth            |

Match d'appui le 18 juin 1950 :
| Équipe 1               | Résultat | Équipe 2              |
| ---------------------- | -------- | --------------------- |
| Offenbacher FC Kickers | 3-0      | SC Preussen Dellbrück |

#### Finale
| 25 juin 1950 | VfB Stuttgart           | 2-1 | Offenbacher FC Kickers | Olympiastadion, Berlin                              |                                                     |
|              | Läpple 17e · Bühler 27e |     | Buhtz 47e              | Spectateurs : 95 000 Arbitrage : Erich Kortmannhaus | Spectateurs : 95 000 Arbitrage : Erich Kortmannhaus |

## Bilan de la saison
| Tableau d'Honneur              |               |
| Compétition                    | Vainqueur     |
| Championnat de RFA de football | VfB Stuttgart |